# Diastylis crenellata
Diastylis crenellata är en kräftdjursart som beskrevs av Watling och McCann 1996. Diastylis crenellata ingår i släktet Diastylis och familjen Diastylidae.
Artens utbredningsområde är Oregon. Inga underarter finns listade i Catalogue of Life.